# Jędrzej Moraczewski
Jędrzej Moraczewski (13. ledna 1870 Trzemeszno – 5. srpna 1944 Sulejówek) byl rakouský a polský socialistický politik z Haliče, na počátku 20. století poslanec Říšské rady, v meziválečném Polsku první předseda vlády (od listopadu 1918 do ledna 1919) a ministr polských vlád; poslanec Sejmu.

## Biografie
V roce 1894 absolvoval polytechnickou akademii ve Lvově. Pracoval pak na zemském úřadu ve Lvově, ve východní Haliči a také v Dalmácii. Roku 1894 se stal členem Haličské Sociálně demokratické strany. Roku 1907 se stal členem říšského sněmu. V letech 1885–1893 byl aktivní v různých tajných studentských spolcích, s převážně nacionalistickou orientací. Později se zapojil do činnosti Polské sociálně demokratické strany v Haliči.
Na počátku 20. století se zapojil i do celostátní politiky. Ve volbách do Říšské rady roku 1907 získal mandát v Říšské radě (celostátní zákonodárný sbor) za obvod Halič 28. Byl členem poslanecké frakce Klub polských sociálních demokratů. Mandát obhájil za týž obvod i ve volbách do Říšské rady roku 1911. Nyní byl členem parlamentní frakce Polský klub. Ve vídeňském parlamentu setrval až do zániku monarchie. K roku 1911 se profesně uvádí jako vrchní stavební komisař státních drah. Na Říšské radě se profiloval jako obhájce zájmů státních zaměstnanců. Podporoval družstevnictví ve východní Haliči a od roku 1912 byl předsedou Jednoty konzumních družstev v Haliči.
Za první světové války sloužil v období let 1914–1917 v 1. brigádě polských legií jako nadporučík. Na pozvání Józefa Piłsudského se stal roku 1914 členem Nejvyššího národního výboru (Naczelny Komitet Narodowy) a v ruském záboru Polska agitoval pro nezávislý polský stát. Kvůli své protiněmecké agitaci byl roku 1917 zatčen, ale po intervenci Říšské rady brzy propuštěn. 22. května 1917 prezentoval na Říšské radě rezoluci Polského klubu, v níž se požadoval samostatný polský stát. Navázal kontakty s českou opozicí. Poté, co byl Piłsudski v červenci 1917 zatčen, převzal Moraczewski vedení tajné polské organizace, která si za cíl vzala sjednocení levicových politických sil podporujících samostatnost.
Od 6. listopadu 1918 do 17. listopadu 1918 byl ministrem dopravy provizorní vlády Polské republiky v Lublinu v kabinetu Ignacyho Daszyńského. Následně až do 29. prosince 1918 si toto portfolio udržel i v první řádné vládě Polské republiky. V ní zastával od 18. listopadu 1918 do 16. ledna 1919 post předsedy vlády. V roce 1920 se jako dobrovolník zúčastnil polsko-sovětské války, v níž bojoval v hodnosti majora. V letech 1919–1927 byl poslancem Sejmu a předsedal poslaneckému klubu Polské socialistické strany. V období let 1919–1925 byl také členem nejvyššího vedení strany. Zastával i funkci vicemaršálka (místopředsedy) Sejmu. V polovině 20. let se vrátil do vládních funkcí. Od 20. listopadu 1925 do 7. února 1926 (ve vládě Aleksandra Skrzyńského) a opět od 2. října 1926 do 29. prosince 1929 (v takzvaných sanačních vládách) působil jako ministr veřejných prací.
Podporoval Józefa Piłsudského během květnového převratu v roce 1926. Následujícího roku byl proto vyloučen z Polské socialistické strany. V roce 1928 se stal redaktorem provládního listu Przedświt, který kriticky vystupoval proti polským socialistům. Od roku 1931 působil v čele centrály odborových svazů, která byla rovněž orientována provládně.
Zemřel 5. srpna 1944, když jeho dům zasáhla kulka vystřelená sovětským vojákem. Na místě byl mrtev.

## Fotogalerie

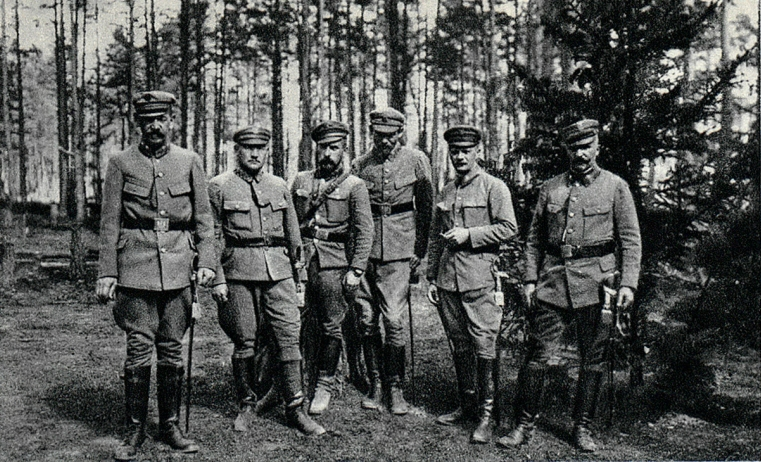
První zleva: Jędrzej Moraczewski, poslední (u stromu) Zygmunt Klemensiewicz (politik)
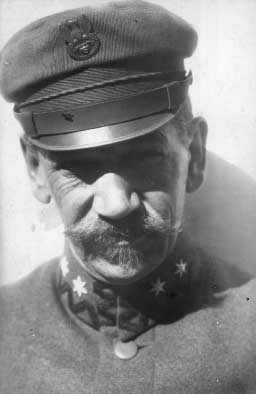
J. Moraczewski jako legionář
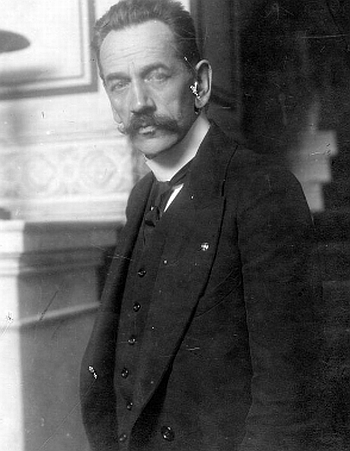
Jędrzej Moraczewski v Sejmu